# الشيخ علي بن حسين البحري نمران
الشيخ علي بن حسين البحري نمران هو أحد أبرز مشايخ قبيلة مراد، وشيخ مشايخ بلاد الجوبة في محافظة مأرب، اليمن. يُعد من رموز القيادة القبلية التي لعبت دورًا محوريًا في تاريخ مأرب، ومن الشخصيات التي وثّقها عدد من المؤرخين والرحالة في النصف الأول من القرن العشرين.

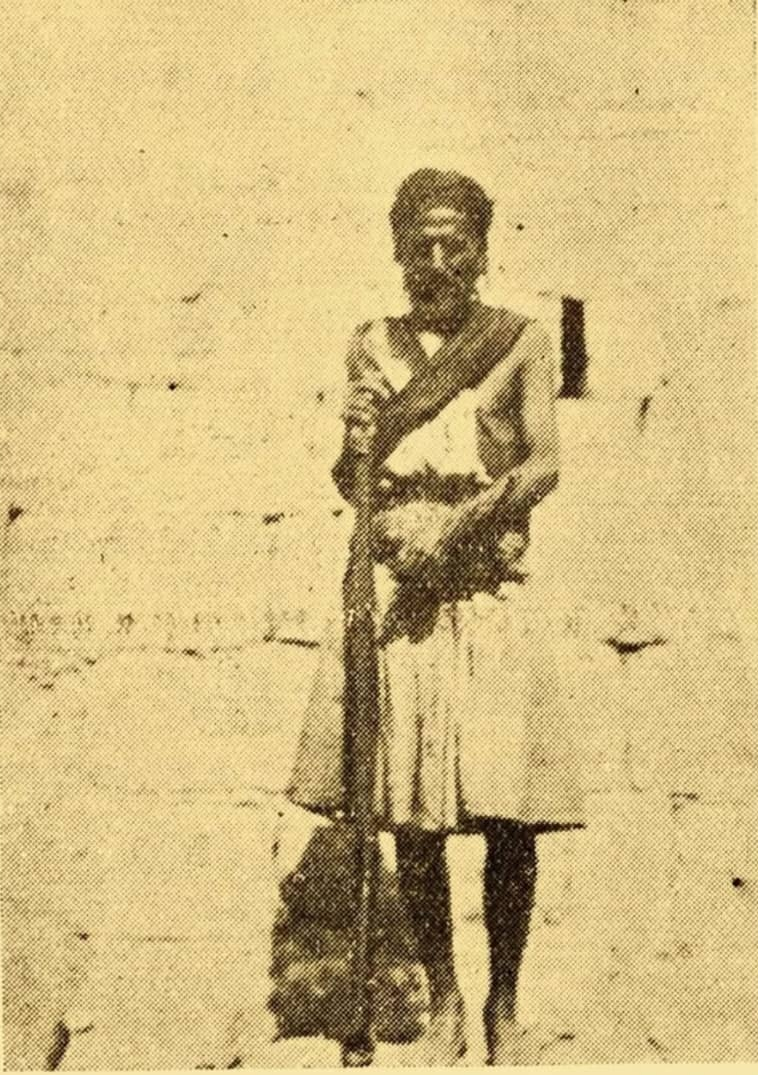
الشيخ علي بن حسين البحري نمران كما ظهر في كتاب "رحلة في بلاد العربية السعيدة من مصر إلى صنعاء" لنزيه مؤيد العظم، 1936

## النسب والانتماء القبلي
ينتمي الشيخ البحري إلى قبيلة مراد، من فرع بني سيف، بطن آل صياد. ويُعد من سلالة  الموحد الشيخ حسين بن زامل المرادي، أحد رموز الوحدة القبلية في تاريخ مراد. له عدد من الإخوة، منهم الشيخ عبدالله البحري والشيخ محسن البحري،

## القيادة والدور الاجتماعي
تولّى إدارة شؤون قبيلته، وبرز بدوره في حل النزاعات الداخلية وتعزيز التماسك القبلي. مثّل قبيلة مراد في عدد من السياقات السياسية والاجتماعية خلال حكم يحيى حميد الدين. وقد التقى به الرحالة السوري نزيه مؤيد العظم في مأرب عام 1936م، ووثّق صورته وحواره في كتابه رحلة إلى اليمن السعيد (ص399–400)، مشيدًا بشخصيته القيادية وهيبته بين مشايخ القبائل.

## مقاومة الدولة الإمامية
في ثلاثينيات القرن العشرين، رفض الشيخ البحري تقديم رهائن الطاعة لسلطات الإمام يحيى حميد الدين، إلى جانب الشيخ علي بن معيلي من قبيلة عبيدة والشيخ علي بن ناصر القردعي من قبيلة مراد. .